# Culture de l'Irlande
La culture de l'Irlande comprend les coutumes et les traditions, la langue, la musique, l'art, la littérature, le folklore, la cuisine et les sports associés à l' Irlande et au peuple irlandais. Pour la plupart de son histoire enregistrée, la culture irlandaise a été principalement gaélique. Elle a également été influencée par la culture anglo-normande, anglaise et écossaise.
Les Anglo-Normands ont envahi l'Irlande au XIIe siècle, tandis que la conquête et la colonisation de l'Irlande aux XVIe et XVIIe siècles ont vu l'émergence des Anglo-Irlandais et des Écossais-Irlandais (ou Écossais de l'Ulster). Aujourd'hui, il existe des différences culturelles notables entre ceux d'origine catholique et protestante (en particulier l'Ulster protestant), et entre les nomades irlandais et la population établie.
En raison de l'émigration à grande échelle des Irlandais, la culture irlandaise a une portée mondiale et des festivals tels que la Saint-Patrick et Halloween sont célébrés dans le monde entier. La culture irlandaise a été quelque peu héritée et modifiée par la diaspora irlandaise, qui à son tour a influencé le pays d'origine. Bien qu'il existe de nombreux aspects uniques de la culture irlandaise, elle partage des caractéristiques substantielles avec celles de la Grande-Bretagne, d'autres pays anglophones, d'autres pays européens à prédominance catholique et des autres pays celtiques.
L'île d'Irlande est célèbre pour le Livre de Kells, la musique traditionnelle irlandaise et des écrivains tels que Jonathan Swift, Brendan Behan, Niall Horan, Douglas Hyde, Flann O'Brien, Sheridan Le Fanu, Sean O'Casey, George Berkeley, James Joyce, George Bernard Shaw, Richard Brinsley Sheridan, Oliver Goldsmith, Oscar Wilde, Bram Stoker, WB Yeats, Samuel Beckett, Séamus Heaney et autres.

## Langues, peuples, cultures

### Langues
- Langues en Irlande, Langues d'Irlande
  - Irlandais, Langue celtique gaélique
    - Alphabet oghamique, Écriture gaélique
    - Toponymie gaélique

  - Scots d'Ulster
  - Anglais, Anglais irlandais
- Langues d'introduction ancienne
  - Romani, Shelta
- Langues étrangères : français, allemand, espagnol, italien, russe…
- Langues immigrantes
- Langue des signes irlandaise

### Peuples
- Groupes ethniques en Irlande
  - Irlandais (peuple) (5 300 000)
  - Gall Gàidheal gaéliques scandinaves, intégrés
  - Scots d'Ulster (peuple), Scottish diaspora (en)
  - Hiberno-Normands, Yola people (en)
  - Travellers, nomades, peuple du cheval, Lucht Siúil
  - Juifs irlandais (1500 ?), Irish Jews, Histoire des Juifs en Irlande
- Nouveaux Irlandais
  - Anglo-irlandais
  - Americans in Ireland (en)
  - Lithuanians in Ireland (en)
  - Polish minority in the Republic of Ireland (en)
  - Turks in Ireland (en)
  - South Asian people in Ireland (en) : Nepalis in Ireland (en), Filipinos in Ireland (en)
  - Black people in Ireland (en) : Nigerians in Ireland (en)

- Diaspora irlandaise (80 000 000), Diaspora irlandaise (rubriques)

## Traditions

### Religion(s)
- Religion en Irlande, religions d'Irlande (catégorie), religion en Irlande du Nord
- Christianisme ancien en Irlande, christianisme d'Irlande (catégorie), christianisme irlandais (gaël), expansion du christianisme au Moyen Âge, Église catholique en Irlande
- Musées religieux en Irlande (en)
- Spiritualités minoritaires
  - Judaïsme en Irlande, Histoire des Juifs en Irlande (en)
  - Islam en Irlande, Islam en Irlande du Nord (en)
  - Hindouisme en Irlande
  - Bouddhisme en Irlande
  - Sikhisme en Irlande
  - Foi Baha'ie en Irlande
  - Irréligion en Irlande, Wicca, Religion des Celtes, Néodruidisme, Fellowship of Isis (en)
  - Congrès européen des religions ethniques, Paganisme, Néopaganisme, Fêtes païennes

En 2006, 86,8 % des citoyens de la république d'Irlande se déclaraient être catholiques, 3 % des protestants de l'Église d'Irlande, 1,6 % d'autres protestants (méthodistes, presbytériens…etc.), 0,8 % des musulmans, 0,5 % des orthodoxes… 4,4 % se déclaraient n'appartenir à aucune religion.

### Symboles
- Armoiries de l'Irlande, Drapeau de l'Irlande
- Amhrán na bhFiann, hymne national de l'Irlande
- Catégorie:Symboles nationaux irlandais
- Ériu

### Folklore et mythologie
- Mythologie celtique irlandaise, Mythologie celtique
- Légendes irlandaises
- Folklore irlandais (rubriques)

### Fêtes
- Fêtes et jours fériés en Irlande
- Fêtes irlandaises, Imbolc, Fête de la Saint-Patrick, Beltaine, Bloomsday, Samain…

## Société
- Immigration en Irlande
- Expatriation en Irlande
- Franc-maçonnerie en Irlande
- Listes de personnalités irlandaises
- List of Irish people (en)
- Clan

### Famille
- Genre en Irlande
- LGBT en Irlande (rubriques)
- Femmes en Irlande (en)
- Naissance
- Nom
  - Nom personnel, Nom de famille, Prénom, Postnom, Changement de nom, Anthroponymie
  - Prénoms irlandais, Patronymes irlandais, Liste de prénoms irlandais
- Enfance
- Adolescence
- Genre
- Sexualité
- Mariage, union, partenariat
- Emploi
- Vieillesse
- Décès
- Funérailles

### Éducation
- Système éducatif irlandais, Éducation en Irlande (rubriques)
- List of schools in the Republic of Ireland (en)
- Education controversies in the Republic of Ireland (en)
- Liste des universités en Irlande
- National College of Art and Design
- Lycée français d'Irlande
- Catégorie:Science en Irlande
- Généralités : Liste des pays par taux d'alphabétisation, Liste des pays par IDH

### Droit
- Criminalité en Irlande (rubriques)
- Corruption en Irlande (rubriques), Corruption en Irlande (en)
- Human trafficking in Ireland (en)
- List of major crimes in Ireland (en)
- Mafia irlandaise
- Droits de l'homme en Irlande[1]
- Rapport Irlande 2016-2017 d'Amnesty International
- Irish Council for Civil Liberties (en) (1976)

### État
- Histoire de l'Irlande
- Politique en Irlande (pays), Politique en Irlande du Nord
- Liste des guerres de l'Irlande
- List of wars involving the Republic of Ireland (en)
- List of conflicts in Ireland (en)
- List of massacres in Ireland (en)

- Nationalisme irlandais
- Nationalisme culturel irlandais, Sean nós

### Étiquette
- Irish pub (en), Pub culture (en)

## Arts de la table

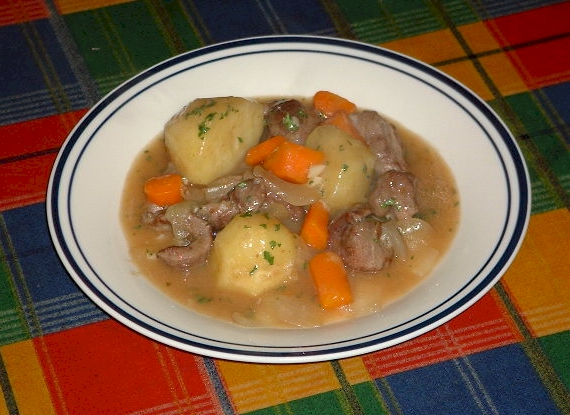
Irish stew

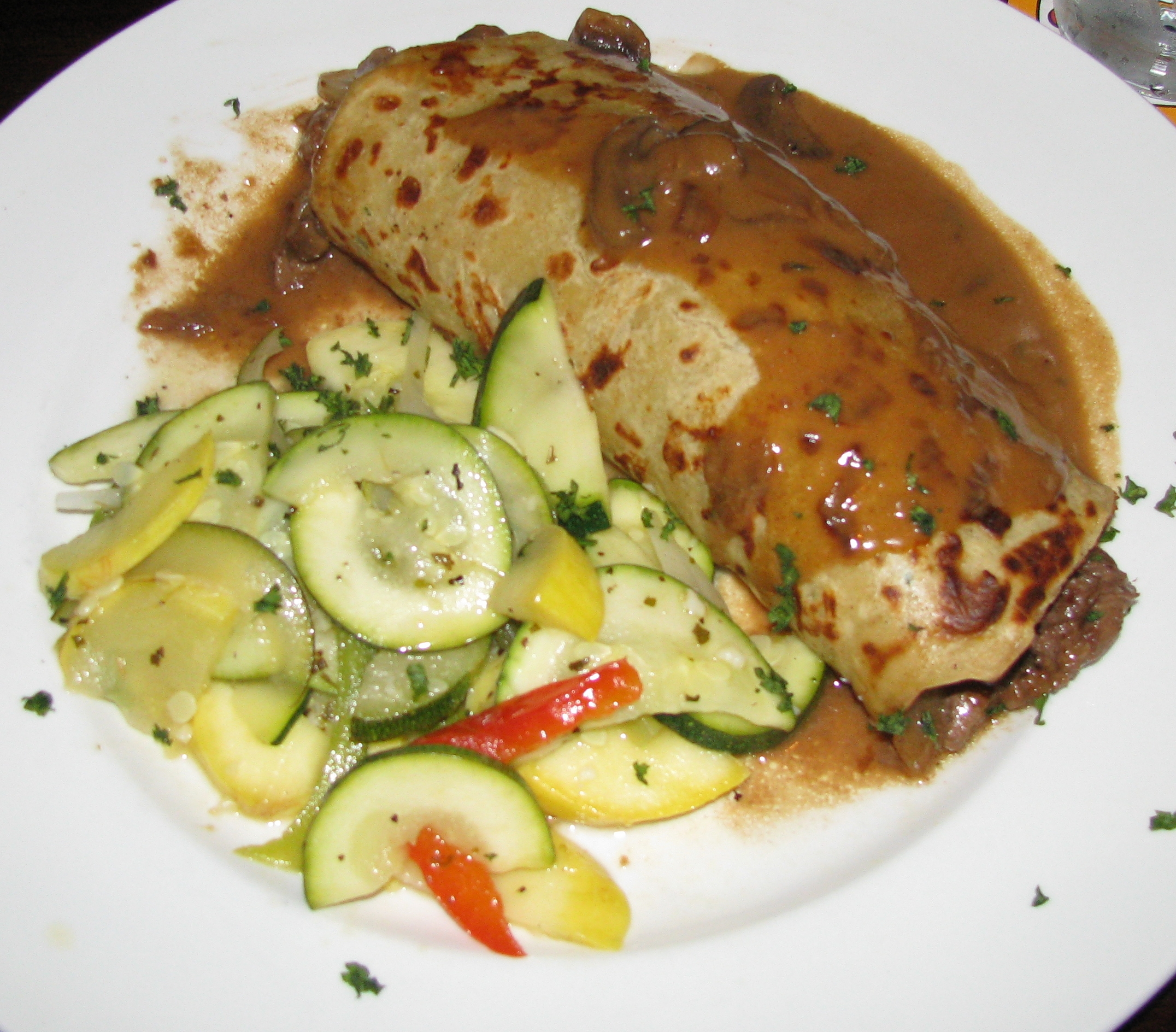
Boxty avec bœuf et squash

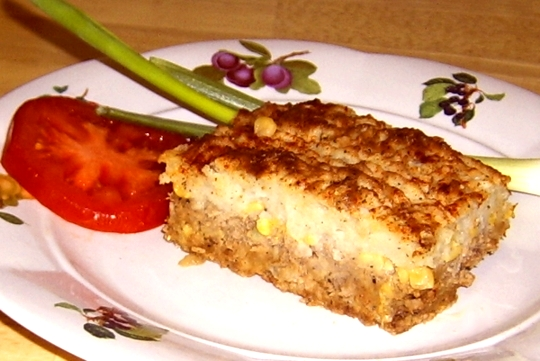
Shepherd's pie

- Nourriture et boisson en Irlande
- Liste des produits alimentaires à statut protégé de la république d'Irlande (en)
- Grande Famine en Irlande (1845-1852, pomme de terre, victime du mildiou)

### Cuisine(s)
- Cuisine irlandaise, Cuisine irlandaise (rubriques) Gastronomie irlandaise (rubriques)
- Liste de plats irlandais (en)
- Fromages irlandais

### Boisson(s)
- Boissons en Irlande
- Bière irlandaise (rubriques)
- Musée de la Guinness à Dublin
- Distilleries de Midleton et Cooley
- Irish coffee
- Baileys Irish Cream
- Whiskeys irlandais

## Santé
- Santé, Santé publique, Protection sociale
- Santé en Irlande (en), Santé en Irlande (rubriques)
- Généralités : Liste des pays par taux de tabagisme, Liste des pays par taux de natalité, Liste des pays par taux de suicide

### Sports
- Sport en Irlande, Sport en Irlande (rubriques)
- Sportifs irlandais, Sportiveq irlandaise
- Irlande aux Jeux olympiques
- Irlande aux Jeux paralympiques
- Handisport en Irlande (rubriques)
- Irlande aux Jeux du Commonwealth
- Comité européen des sports gaéliques, Sport gaélique

#### Arts martiaux
- Arts martiaux en Irlande

## Média
- Télécommunications en Irlande (en)
- Journalistes irlandais
- Censorship in the Republic of Ireland (en)

### Presse écrite
- Catégorie:Presse écrite en Irlande
- Liste de journaux en Irlande (en)
- Magazines irlandais

### Radio
- Radio in the Republic of Ireland (en)
- Radio en Irlande (rubriques)
- Liste de stations de radio en Irlande
- Irish pirate radio (en)

### Télévision
- Television in the Republic of Ireland (en)
- Télévision en Irlande (rubriques)
- Cable television in Ireland (en)

### Internet
- Internet en Irlande (en)
- Presse irlandaise en ligne[2]
- Sites web par pays
- Blogueurs irlandais

## Littérature
- Littérature irlandaise, Littérature irlandaise (rubriques)
- Écrivains irlandais, Liste d'écrivains irlandais
- Écrivains irlandais par genre, Écrivains irlandais francophones
  - Poètes irlandais, Liste de poètes irlandais
  - Dramaturges irlandais
  - Romanciers irlandais
  - Nouvellistes irlandais par siècle
- Prix littéraires en Irlande

### Œuvres
- Œuvres littéraires irlandaises
- Mythologie celtique irlandaise : Cycle mythologique, Cycle fenian, Cycle historique, Cycle d'Ulster

### Grands auteurs anciens
- Jonathan Swift, Oscar Wilde, James Joyce, George Bernard Shaw, Samuel Beckett, William Butler Yeats, Eoin Colfer…

### Auteurs contemporains
- Seamus Heaney (1933-2013)
- Littérature contemporaine en irlandais

## Artisanats
- Arts appliqués, Arts décoratifs, Arts mineurs, Artisanat d'art, Artisans
- Artisanat par pays

Les savoir-faire liés à l’artisanat traditionnel relèvent (pour partie) du patrimoine culturel immatériel de l'humanité. On parle alors de trésor humain vivant.
Mais une grande partie des techniques artisanales ont régressé, ou disparu, dès le début de la colonisation, et plus encore avec la globalisation, sans qu'elles aient été suffisamment recensées et documentées.	

### Arts graphiques
- Calligraphie, Enluminure, Gravure, Origami
- Imprimeur irlandais
- Graveurs irlandais

### Design
- Communication : Graphisme, Illustration, Typographie, Imprimerie
- Design par pays
- Designers irlandais

### Textiles, cuir, papier
- Arts du textile, Design textile, Mode, Costume, Vêtement, Catégorie:Confection de vêtements, Stylisme
- Textile, Costume traditionnel (rubriques)
- Art textile en Irlande
- Vêtement traditionnel irlandais
- Couturiers irlandais

### Bois, métaux
- Menuiserie, Ébénisterie, Marqueterie, Mobilier
- Dinanderie, Dorure
- Graveurs irlandais
- Ébénistes irlandais

### Poterie, céramique, porcelaine
- Mosaïque, Poterie, Céramique
- Céramistes irlandais
- Poterie irlandaise

### Verrerie d'art
- Art verrier, Verre, Vitrail, Miroiterie, Cristallerie
- Maîtres verriers irlandais
- La cristallerie de Waterford

### Joaillerie, bijouterie, orfèvrerie
- Bijouterie, Horlogerie, Joaillerie, Orfèvrerie,
- Orfèvres irlandais

### Espace
- Architecture intérieure, Décoration, Éclairage, Scénographie, Marbrerie, Mosaïque
- Jardin, Paysagisme

## Arts visuels
- Arts visuels, Arts plastiques
- Art en Irlande (en)
- Art irlandais (rubriques)
- Écoles d'art en Irlande
- Artistes irlandais
- Artistes contemporains irlandais
- Musées d'art en Irlande, Liste de musées en Irlande
- Art urbain

### Dessin
- Gravure par pays
- Dessinateurs irlandais
- Dessinateurs irlandais de bande dessinée
- Illustrateurs irlandais
- Affichistes irlandais
- Calligraphes irlandais
- Enlumineurs irlandais

### Peinture
- Peinture en Irlande
- Graffiti en Irlande
- Peinture murale en Irlande
- Peintres irlandais
  - William Orpen, Francis Bacon (1909-1992)
- Tableaux irlandais célèbres

### Sculpture
- Sculpture en Irlande
- Sculpteurs irlandais

### Architecture
- Architecture par pays

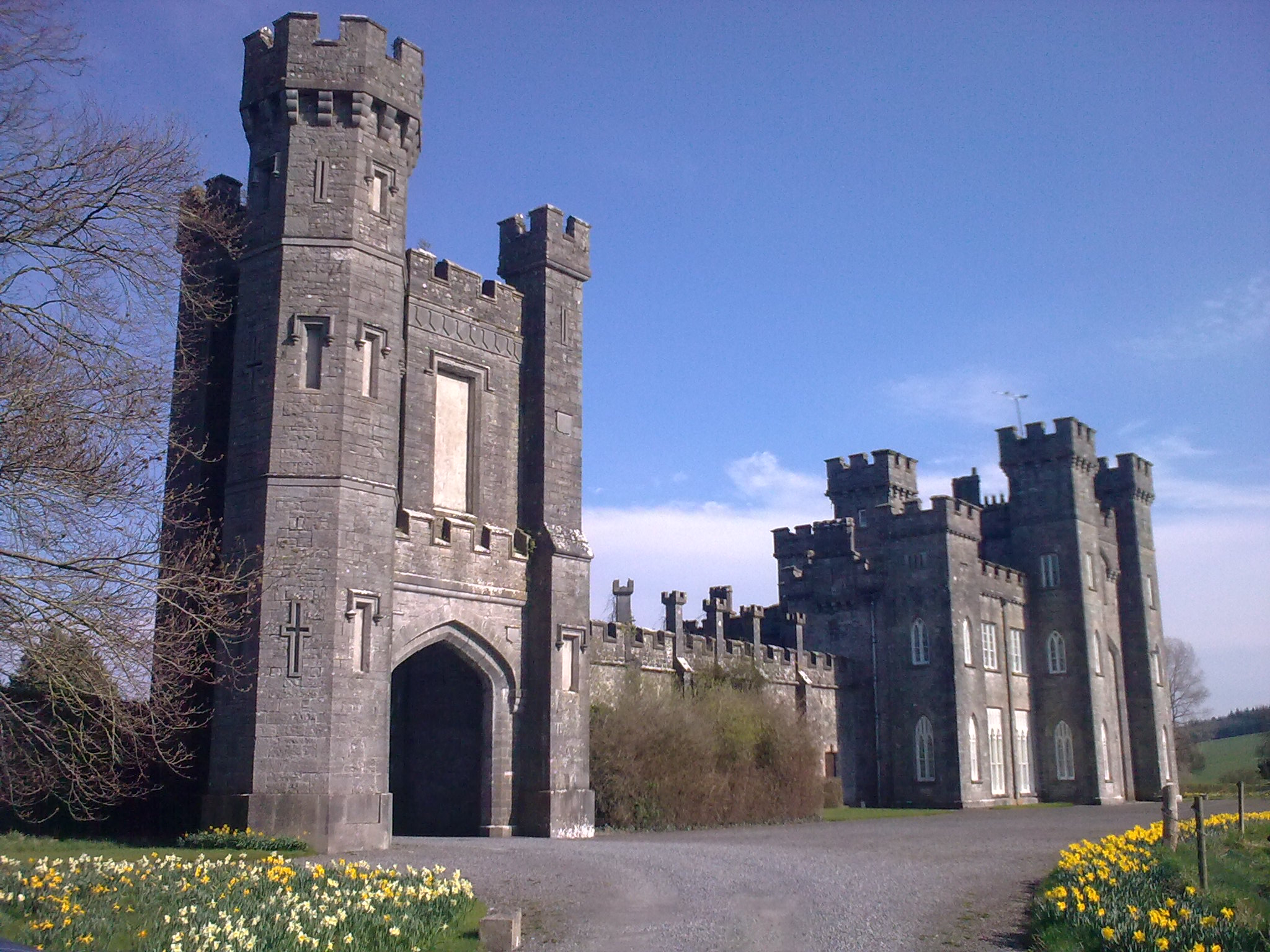
Château de Knockdrin

- Architecture en Irlande, Architecture en Irlande (rubriques)
- Architectes irlandais
- Jardin irlandais

### Photographie
- Photographie en Irlande, Photographie en Irlande (rubriques)
- Photographes irlandais

### Graphisme
- Catégorie:Graphiste irlandais

## Arts du spectacle
- Spectacle vivant, Performance, Art sonore
- Catégorie:Arts de performance par pays

### Musique
- Musique par pays
- Musique improvisée, Improvisation musicale
- Musique irlandaise
- Musiciens irlandais, Compositeurs irlandais
- Chanteurs irlandais, Chanteuses irlandaises
- Écoles de musique en Irlande
- Œuvres de compositeurs irlandais, Opéras irlandais

- Groupes de musique ou artistes : Rory Gallagher, U2, Thin Lizzy, The Cranberries, The Pogues, Van Morrison, The Corrs, Sinéad O'Connor, Westlife, The Script,The Dubliners, Therapy?, Snow Patrol, Damien Rice, Lisa Hannigan, Clannad, Enya, Niall Horan (One Direction)

### Danse(s)
- Contact improvisation
- Danse irlandaise
- Danse en Irlande (rubriques)
  - Danse traditionnelle
  - Danse moderne
  - Danse contemporaine
- Liste de danses, Danse par pays

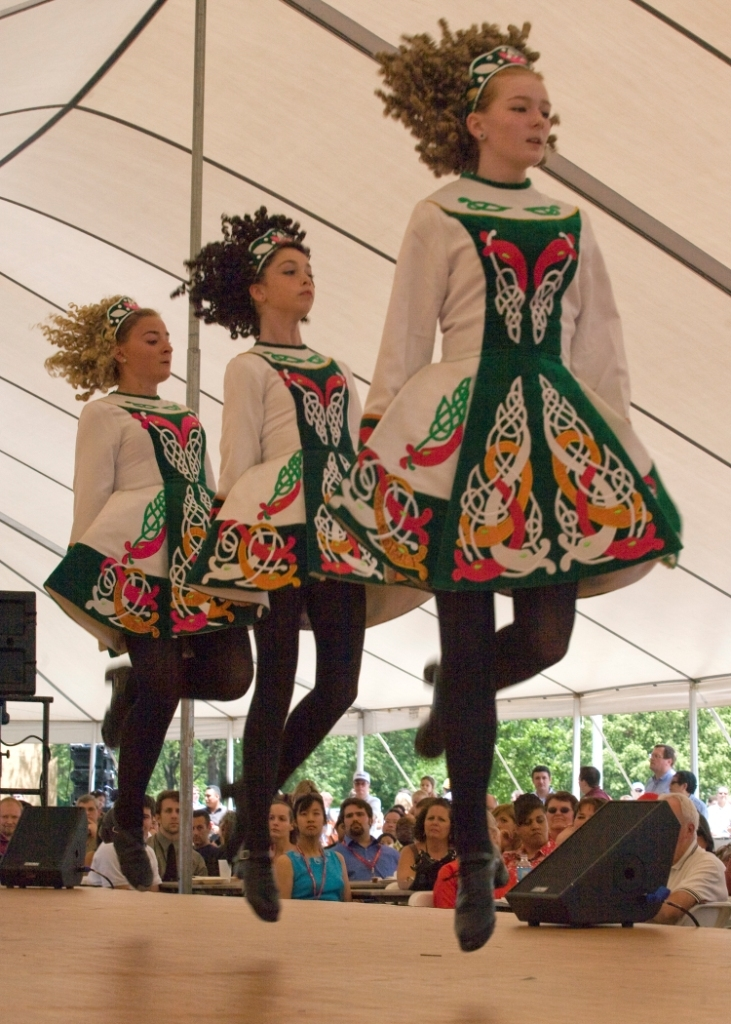
Danse irlandaise

- Danseur irlandais, Danseuses irlandaises
- Liste de chorégraphes contemporains, Chorégraphes irlandais
- Liste de compagnies de danse et de ballet, Compagnies de danse contemporaine
- Patinage artistique par pays

### Théâtre
- Improvisation théâtrale, Jeu narratif
- Catégorie:Théâtre par pays
- Théâtre en Irlande, Théâtre irlandais (rubriques)
- Dramaturges irlandais, Metteurs en scène irlandais
- Pièces de théâtre irlandaises

### Autres scènes: marionnettes, mime, pantomime, prestidigitation
Les arts mineurs de scène, arts de la rue, arts forains, cirque, théâtre de rue, spectacles de rue, arts pluridisciplinaires, performances manquent encore de documentation pour le pays …
Pour le domaine de la marionnette, on relève : Arts de la marionnette en Irlande, sur le site de l'Union internationale de la marionnette UNIMA).
Artistes de cirque irlandais (en)

### Cinéma
- Animation par pays, Cartoon
- Cinéma irlandais, Cinéma irlandais (rubriques)
- Cinema of Northern Ireland (en)
- Réalisateurs irlandais, Scénaristes irlandais
- Acteurs irlandais, Actrices irlandaises
- Films irlandais

- - L'Homme tranquille de John Ford sorti en 1952;
  - My Left Foot de Jim Sheridan sorti en 1989;
  - Les Commitments de Alan Parker sorti en 1991;
  - Le Cheval venu de la mer de Jim Sheridan sorti en 1994;
  - Au nom du père de Jim Sheridan sorti en 1994;
  - Michael Collins de Neil Jordan sorti en 1996;
  - Les Cendres d'Angela de Alan Parker sorti en 1999
  - Bloody Sunday de Paul Greengrass sorti en 2002;
  - Le vent se lève de Ken Loach sorti en 2006;
  - PS I Love You de Richard LaGravenese sorti en 2007;

- Acteurs et actrices : Daniel Day-Lewis, Pierce Brosnan, Peter O'Toole, Jonathan Rhys-Meyers, Colin Farrell, Evanna Lynch, Fiona Shaw, Pauline McLynn, Devon Murray, Saoirse Ronan, Brendan Gleeson, Liam Neeson, Allen Leech , Colin O'Donoughe, Cillian Murphy

### Autres
- Vidéo, Jeux vidéo, Art numérique, Art interactif
- Jeux vidéo développés en Irlande

## Tourisme
- Tourisme en Irlande, Tourisme en Irlande (rubriques)
- Tourisme en république d'Irlande (en)
- Sur WikiVoyage
- Conseils aux voyageurs pour l'Irlande :
  - France Diplomatie.gouv.fr
  - Canada international.gc.ca
  - CG Suisse eda.admin.ch
  - USA US travel.state.gov

## Patrimoine

### Musées
- Archives photographiques nationales (National Photographic Archive)
- Bibliothèque Chester Beatty (Chester Beatty Library)
- Bibliothèque nationale d'Irlande (National Library of Ireland)
- Centre James Joyce (en) & Musée et tour James Joyce (en)
- Craggaunowen
- Connemara Heritage and History Centre
- Donegal County Museum
- The Douglas Hyde Gallery
- Galerie d'art Crawford (en)
- Galerie nationale d'Irlande (National Gallery of Ireland)
- Hugh Lane Municipal Gallery
- Musée irlandais d'art moderne (Irish Museum of Modern Art)
- Musée national de cire (National Wax Museum)
- Musée du comté de Kerry (en)
- Musée d'histoire naturelle
- Musée Hunt
- Musée juif irlandais (Irish Jewish Museum)
- Musée des écrivains de Dublin (Dublin Writers Museum)
- Musée héraldique (en)
- Musée national d'Irlande (National Museum of Ireland)
- Musée du Trinity College
- Musée national d'Irlande - Archéologie (National Museum of Ireland - Archaeology)
- Musée national d'Irlande - Arts décoratifs & Histoire (National Museum of Ireland - Decorative Arts & History)
- Musée national du leprechaun (National Leprechaun Museum)
- Musée national maritime d'Irlande (National Maritime Museum of Ireland)
- Musée Pearse
- Musée national des transports d'Irlande
- Musée des trésors de Waterford (en)
- Musée de la vie rurale (en)
- Musée de la ville de Galway (en)
- Temple Bar Gallery and Studios

#### Irlande du sud
- Armagh County Museum
- Castle Gallery
- Crescent Arts Centre
- Belfast Exposed
- Golden Thread Gallery
- Naughton Gallery at Queen's
- Ormeau Baths Gallery
- Red Barn Gallery
- Ulster American Folk Park
- Ulster Folk and Transport Museum
- Ulster Museum

### Liste du Patrimoine mondial
Le programme Patrimoine mondial (UNESCO, 1971) a inscrit dans sa liste du Patrimoine mondial : Liste du patrimoine mondial en Irlande.

### Liste représentative du patrimoine culturel immatériel de l’humanité
Le programme Patrimoine culturel immatériel (UNESCO, 2003) a inscrit dans sa liste représentative du patrimoine culturel immatériel de l’humanité :
- 2018 : Le hurling ou camogie[3]
- 2017 : L'uilleann piping[4]

### Registre international Mémoire du monde
Le programme Mémoire du monde (UNESCO, 1992) a inscrit dans son registre international Mémoire du monde (au 10/01/2016) :
- 2011 : Livre de Kells[5]

### Filmographie
- Europe des écrivains : l'Irlande de Roddy Doyle, Robert McLiam, Edna O'Brien, film de Mathilde Damoisel, Arte, Paris, 2012, 52 min (DVD)